# Motim das Maçarocas
O Motim das Maçarocas foi uma revolta ou motim que teve lugar na cidade do Porto, pouco antes de 25 de outubro de 1629, e que constituiu a primeira manifestação antifilipina do período de dominação espanhola.
Tudo se deveu ao facto de para fazer face às despesas resultantes das guerras em que a Espanha se envolvia, tendo como objectivo particular do socorro à Índia portuguesa, o governo sediado em Madrid nessa altura pretendeu taxar com um imposto as chamadas maçarocas, meadas de linho fiado. Ora as fiandeiras revoltadas contra isso revoltaram-se e juntamente com a rapaziada correram à pedrada o secretário Francisco de Lucena, que fora ali encarregado como oficial do fisco de cobrar o novo tributo. Tendo este se refugiado no Mosteiro de São Francisco onde se encontrava aposentado.
Terá sido para lá se deslocado depois o corregedor do crime da corte Dr. Gabriel Pereira de Castro para se encarregar de procurar os culpados, tendo sido achados quatro, e acabando por colectar a camara municipal do referido imposto e do seu prejuízo.
A acção do romance histórico «A Rua Escura», subintitulado «Tradição Portuense (1628-1629)», escrito por António Coelho Lousada, evoca este episódio de sublevação popular.